# Makarije Veliki
Makarije Veliki ili Makarije Egipatski (grčki: Ὅσιος Μακάριος ο Ἀιγύπτιος, Osios, Makarije Egipćanin 300. – 391.) bio je egipatski kršćanski redovnik i pustinjak. Poznat je i kao Makarije stariji, Makarije Veliki i Svjetiljka Pustinje.

## Život
Makarije je rođen u Gornjem Egiptu. Kasnija tradicija navodi da je njegovo rodno mjesto u selu Šabšer 
(Shanshour), u Al Monufia guvernoratu, Egipat oko 300. godine. U jednom periodu prije njegove težnje da postane asketa Makarije je živio od krijumčarenja salitre u blizini Nitrije, zanat koji ga je naučio kako preživjeti putujući po bespućima toga područja.
Sveti Macarije je bio poznat po svojoj mudrosti. Njegovi prijatelji i bliski rođaci nazvali su ga Paidarion Geron (grčki: Παιδάριον Γερών, koji je nastao kao Paidiogeron Pidar Yougiron), što bi u slobodnom prijevodu značilo "stari mladić", tj. "mladić s mudrošću staraca".
Po želji roditelja, Makarije je stupio u brak, ali nije imao sreće jer je nedugo poslije ostao udovac. Nakon što je pokopao svoju ženu, Makarije je rekao: "čuvaj se Makarije i brini se za svoju dušu. Vrijeme je da napustiš svjetovni život." Ubrzo nakon toga odlaze i njegovi roditelji.
 
Makarije je kasnije podijelio svoj novac siromašnima i potrebitima. Našao je učitelja u iskusnom Starcu, koji je živio u pustinji nedaleko od sela. Starac je prihvatio mladića, vodio ga u duhovnoj znanosti promatranja, pažnje, posta i molitve i naučio ga rukotvorini izrade košara. Vidjevši njegove vrline, stanovnici njegovog sela su ga odveli biskupu Ašmonu  koji ga je zaredio u svećenika. Nekoliko godina kasnije, izvjesna trudnica ga je optužila da ju je obeščastio. Makarije se nije ni pokušao braniti nego je prihvatio optužbu u tišini i molitvi. Međutim, kada se približilo vrijeme da rodi, njezin je porod postao izuzetno težak. Nije se uspjela poroditi dok nije priznala Makarijevu nevinost. Došlo je mnoštvo ljudi koji su tražili njegov oprost od grijeha, ali Makarije je pobjegao u Natronsku pustinju kako bi izbjegao svu svjetovnu slavu.Dok je bio u pustinji posjetio je Antuna Velikog i naučio od njega zakone i pravila monaštva. Kad se vratio u Sketsku pustinju u dobi od četrdeset godina, preuzeo je ovu redovničku zajednicu i njome upravljao sve do kraja svog života. Deset godina nakon što je otišao u pustinju, postao je praktični svećenik.

Rimski car Istoka Valens je na jedan kratak period izgnao Makarija na otok na Nilu, 
zajedno sa svetim Makarijem iz Aleksandrije, za vrijeme spora oko doktrine Nicejskog vjerovanja. 
Međutim, obojica su bili žrtve vjerskog progona sljedbenika tadašnjeg biskupa Lucija Aleksandrijskog. Tijekom njihovog boravka na otoku kćer jednog poganskoga svećenika se teško razbolila. Mještani otoka su vjerovali su da je opsjednuta zlim duhom. Oba sveca su došla i molila se nad kćerkom što je rezultiralo čudesnim ozdravljenjem. Paganski narodi otoka bili su toliko impresionirani i zahvalni da su prestali sa štovanjem poganskih Bogova, pa su sagradili kršćansku crkvu. Kad se vijest o tome došla do cara Valense i biskupa Lucija Aleksandrijskog, odmah su dozvolili obojici muškaraca da se vrate svojoj kući. Na povratku kući 13. dana mjeseca Paremhata, dočekalo ih je mnoštvo redovnika Nitrijske pustinje, među kojima su bili sv. Pishoj i sv. Ivan Patuljasti.

## Smrt i relikvije
Makarije je umro u dubakoj starosti godine 391. AD. Nakon njegove smrti, mještani iz njegovog sela Šabšir ukrali su tijelo i u svome selu izgradili veliku crkvu u kojoj su ga sahranili. Papa Mihovil V. Aleksandrijski (1145. – 1146.) donio je relikvije sv. Makarija natrag u Nitrijsku pustinju na 19. dana mjeseca Mesori. Danas se tijelo sv. Makarija nalazi u samostanu koji je njemu posvećen, samosatnu sv. Makarija Velikog u Egiptu.

## Djela
Pedeset duhovnih homilija pripisano je Makariju nekoliko generacija nakon njegove smrti, a ti su tekstovi imali široko 
rasprostranjen i znatan utjecaj na istočno monaštvo kao i na mnogo kasniji protestantski pijetizam. To je bilo osobito u kontekstu rasprave o "izvanrednim darovima" Duha Svetoga u postapostolskom dobu, jer su Makarijeve homilije mogle 
poslužiti kao dokaz koji ide u prilog apostolskoj potvrdi "čudotvornih"  darova pneumate koja bi uključila iscjeljenja, vizije, egzorcizam itd. Homiliji Makarija su na taj način uticali na skupine Pietista; od franjevačkih Duhovnika (Zapada) do pravoslavne redovničke prakse, od Johna Wesleyja do modernog karizmatskog kršćanstva.
Međutim, moderni patrologijski učenjaci su utvrdili da nije vjerojatno da je Makarije egipatski bio autor tih homlija. Identitet stvarnog, ili vjerojatnog autora tih pedeset duhovnih homilija nije definitivno utvrđen, iako je iz izjava u njima očito da je autor bio iz Gornje Mezopotamije, gdje je rimsko carstvo graničilo sa Sasanidskim perzijskim carstvom i da nisu pisani kasnije od 534. AD.

Pored propovijedi, nekoliko je pisama pripisano Makariju. Genadije Skolastik prepoznaje samo jedno stvarno pismo (epistal) Makarija, koje je upućeno mlađim redovnicima. Prvo pismo, pod nazivom "Ad filios Dei", može doista biti pravo pismo Makarija egipatskog, kojeg spominje Genadije, ali druga pisma vjerojatno nisu Makarijeva. Drugo pismo, takozvano "Veliko pismo", koje je koristio Institut Kršćanstva, De instituto christiana, Grgura iz Nise, koje je pisano cca. 390. AD čiji stil i sadržaj upućuju na to da je njegov autor vjerojatno isti anonimni Mezopotamac koji je napisao pedeset duhovnih homilija. Sedam takozvanih Opuscula ascetica koje se pod njegovim imenom uređivao francuski jezuit i učenjak Pierre Possinus (Pariz, 1683.) samo su kasnije kompilacije iz propovijedi koje je izradio Simeon Logotet, koji je vjerojatno identičan Simeonu Metafrastu (950.). Učenja Makarija karakteriziraju jak pneumatički naglasak koji blisko isprepliće otkupiteljski rad Isusa Krista (kao "Duh Kristov") s nadnaravnim djelovanjem Duha Svetoga. 
Ovaj "pneumatički" poticaj u duhovnim homilijama često se naziva "mističnim" i kao takav je duhovni modalitet razmišljanja koji ga je privukao kršćanskim misticima svih dobnih skupina, iako se, s druge strane, u svojoj antropologiji i soteriologiji često približava stajalištu sv. Augustina. Određeni dijelovi njegovih propovijedi potvrđuju čitavu 
izopačenost čovjeka, dok drugi postuliraju slobodnu volju, čak i nakon pada Adama, i pretpostavljaju tendenciju kretanja prema vrlinama, ili, u polupelagijanskom modelu, pripisuju čovjeku moć da postigne stupanj pripravnosti na kojem će primiti spasenje.

## Naslijeđe i samostan
Sv. Makarije se štuje kao svetac u pravoslavnim, orijentalnim 
pravoslavnim i rimokatoličkim crkvama.

Makarije iz Egipta je osnovao samostan koji nosi njegovo ime, samostan sv. Makarija 
Velikog, a kojega redovnici naseljavaju u kontinuitetu sve od njegovog osnutka u 4. stoljeću pa do danas. 
Lice Makarija je bilo divno osvijetljeno milošću i to u onoj mjeri u kojoj su mnogi očevi svjedočili da mu lice čak svjetluca u mraku, pa je tako postao poznat i kao "svjetleća lanterna". Ovaj je opis prebačen u njegov samostan, pa se tako zvao "blještava svjetiljka divljine" ili "svjetleći samostan", što je predstavljalo mjesto od velike mudrosti i stalne molitve. Danas pripada koptskoj pravoslavnoj crkvi.Ponekad se cijela Nitrijska pustinja naziva Pustinja Makarija, 
jer je bio pionirski redovnik u regiji. Ruševni otaci mnogobrojnih samostana na ovom prostoru gotovo potvrđuju lokalnu tradiciju da je broj Makarijevih samostana bio jednak broju dana i godini.

## Vanjske poveznice
- Velečasni Makarije Veliki
- Makarije Veliki
- Makarije Veliki Egipatski  Arhivirana inačica izvorne stranice od 30. ožujka 2018. (Wayback Machine)
- Greek Opera Omnia by Migne Patrologia Graeca with Analytical Indexes
- [neaktivna poveznica]